# El monstruo de la laguna
"El monstruo de la laguna" (también llamado "Algo flota en la laguna" en ediciones posteriores) es una canción compuesta por los músicos argentinos Luis Alberto Spinetta y Osvaldo Frascino e interpretada por la banda Pescado Rabioso. Forma parte del álbum de 1972 Desatormentándonos, primero de la banda. En este tema, Pescado Rabioso formaba con Spinetta (voz y guitarra), Black Amaya (batería) y Osvaldo Frascino (bajo).
El tema "El monstruo de la laguna" ha sido posicionado n.º 61 entre los 100 mejores temas de la historia del rock argentino, en la encuesta organizada por el sitio rock.com.ar.

## La canción
"El monstruo de la laguna" es el cuarto tema (primero del lado B en el disco de vinilo original) del álbum Desatormentándonos. Se trata de un blues pesado, lleno de riffs y solos de guitarra y de bajo, que constituye uno de los temás clásicos de Pescado Rabioso.
Aborda un tema de terror, con evidentes connotaciones relacionadas con el momento histórico, donde el monstruo y la laguna aparecen como símbolos contrapuestos. 

Hay un monstruo en la laguna,

justo es el que quiera echarlo.

Eduardo Berti, en su libro de conversaciones con Spinetta de 1988, publicó el siguiente diálogo sobre la canción:

- Pregunta: ¿Qué querías decir en "El monstruo de la laguna" al cantar "la caridad del universo es falsa, la tempestad se cogerá nidos"?

- Spinetta: Se cogerá nidos. Violará la tranquilidad de los niños. Podés ponerlo de otra manera si querés... La idea es que no hay un abrigo verdadero, no hay una guarida. Ese es el espíritu de Pescado Rabioso: había que inventar un mundo para salir a la intemperie. Un mundo que te desatormentase de la intemperie que, si no, te sometía y te dejaba tirado ahí abajo. Creo que mi actitud fue un poco omnipotente, al decir: yo soy el guerrero que lleva esto adelante y mirá cómo van a caer todos los malditos. Fue como asumir mi parte "heavy metal", que te convierte a vos mismo en un ejecutor. Hoy te diría que ésa es una forma artaudiana y que el disco anticipa otras cosas que luego aparecen en mi obra.
Luis Alberto Spinetta

Berti y Spinetta hablan en la nota sobre una de las expresiones más provocativas de la letra, la que dice que "la tempestad se cogerá nidos", en el sentido de la violación sexual de niños, como aclara el autor en la conversación transcripta arriba. La letra, sin embargo suele ser publicada con el texto "la tempestad recoge nidos", algo que cambia completamente el sentido de la canción.